# Hans Koning

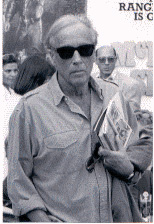
Hans Koning.

Hans Koning (nombre real: Hans Koningsberger; Ámsterdam, 21 de julio de 1921 - Easton, Connecticut, 13 de abril de 2007) fue un escritor, periodista y polemista neerlandés, autor de más de 40 obras. Fue colaborador durante casi 60 años en importantes periódicos, tales como The New York Times, International Herald Tribune, Atlantic Monthly, The Nation, Harper's Magazine, The New Yorker y De Groene Amsterdammer, entre otros.

## Biografía
Fueron sus padres Elisabeth van Collem (hija del poeta Abraham van Collem) y Daniel Koningsberger.
Estudió en la Universidad de Ámsterdam (Universiteit van Amsterdam) de 1939 a 1941, en la Universidad de Zúrich de 1941 a 1943, y en la Sorbonne en 1946.
Durante la Segunda Guerra Mundial, fue miembro de la Resistencia neerlandesa, (recibiendo la medalla Verzetskruis). Obligado a huir de la ocupación alemana se trasladó al Reino Unido para incorporarse al Ejército Británico, siendo uno de los sargentos más jóvenes del ejército; trabajando como intérprete durante la ocupación de los Aliados en Alemania al final de la guerra.
Entre 1947 y 1950 trabajó como editor en el periódico neerlandés Groene Amsterdammer, siendo invitado por Radio Jakarta, en Indonesia para dirigir un programa cultural, lo cual hizo en 1951 y 1952. Posteriormente se trasladó a los Estados Unidos, donde inició su carrera como escritor. 
Su primera novela fue The Affair publicada en 1958. Escribió además otros libros, incluyendo diarios de viaje como Love and Hate in China (1966).
Fue un gran opositor a la guerra del Vietnam, siendo junto a Noam Chomsky y otros, fundadores de la organización Resist, en Cambridge (Massachusetts).
En los siguientes años escribió novelas y otros géneros literarios, recibiendo en dos ocasiones estipendios del National Endowment for the Arts, otorgado para sus proyectos literarios.
Cuatro de sus novelas han sido llevadas al cine : Paseo por el amor y la muerte (1969), The Revolutionary (1970) con Jon Voight, Death of a Schoolboy (1990) y The Petersburg-Cannes Express (2003), películas que fueron rechazadas por el escritor. 
En los años 2000 a 2006, dirigió el programa radial Literary Discord, emitido por la radio WPKN Bridgeport, orientado a la información sobre la literatura y la situación de las publicaciones en los Estados Unidos, entrevistando a importantes personas del medio literario.
En su libro sobre Cristóbal Colón, Colon: el mito al descubierto, acusó al navegante de ser un ladronzuelo codicioso, el prototipo de canalla que viajó para liquidar una cultura . Su libro causó sensación y muchos protestaron.

## Obras
Novelas
- The Affair, Alfred Knopf 1958, NewSouth Books 2002, Reimpresa
- An American Romance, Simon and Schuster 1960, NewSouth Books 2002, Reimpresa
- A Walk with Love and Death, Simon and Schuster 1961, NewSouth Books 2003, Reimpresa
- I Know What I'm Doing, Simon and Schuster 1964, NewSouth Books 2005, Reimpresa
- The Revolutionary: a novel, Farrar Straus Giroux 1967
- Death of a Schoolboy, Harcourt Brace 1974
- The Petersburg-Cannes Express, Harcourt Brace 1975
- America Made Me: A Novel, Thunder's Mouth Press 1979
- The Kleber Flight, Atheneum 1981
- De Witt's war, Pantheon 1983
- Acts of Faith, Henry Holt 1986
- Pursuit of a Woman on the Hinge of History: A Novel, Lumen Editions, 1997
- Zeeland or Elective Concurrences, NewSouth Books 2001

No ficción
- Love and Hate in China McGraw-Hill, 1966
- Along the Roads of New Russia Farrar Straus Giroux 1967
- World of Vermeer Time Life 1967
- Amsterdam Time Life 1968
- The Future of Che Guevara Doubleday 1971
- The Almost World Dial Press 1972
- A New Yorker in Egypt Harcourt Brace 1976
- Nineteen Sixty-Eight : A Personal Report Norton 1987
- Colon: el mito al descubierto. Hans Koning / Publicado en 1991
- Columbus: His Enterprise : Exploding the Myth Monthly Review Press 1976, 1991
- The Conquest of America : How the Indian Nations Lost Their Continent Monthly Review Press 1993
- Hans Koning's Little Book of Comforts and Gripes 2000
- Rene Burri Phaidon Press 2006